# Liste der Fluggesellschaften in Aserbaidschan
Dieser Artikel listet die aserbaidschanischen Fluggesellschaften auf.

## Erklärungen

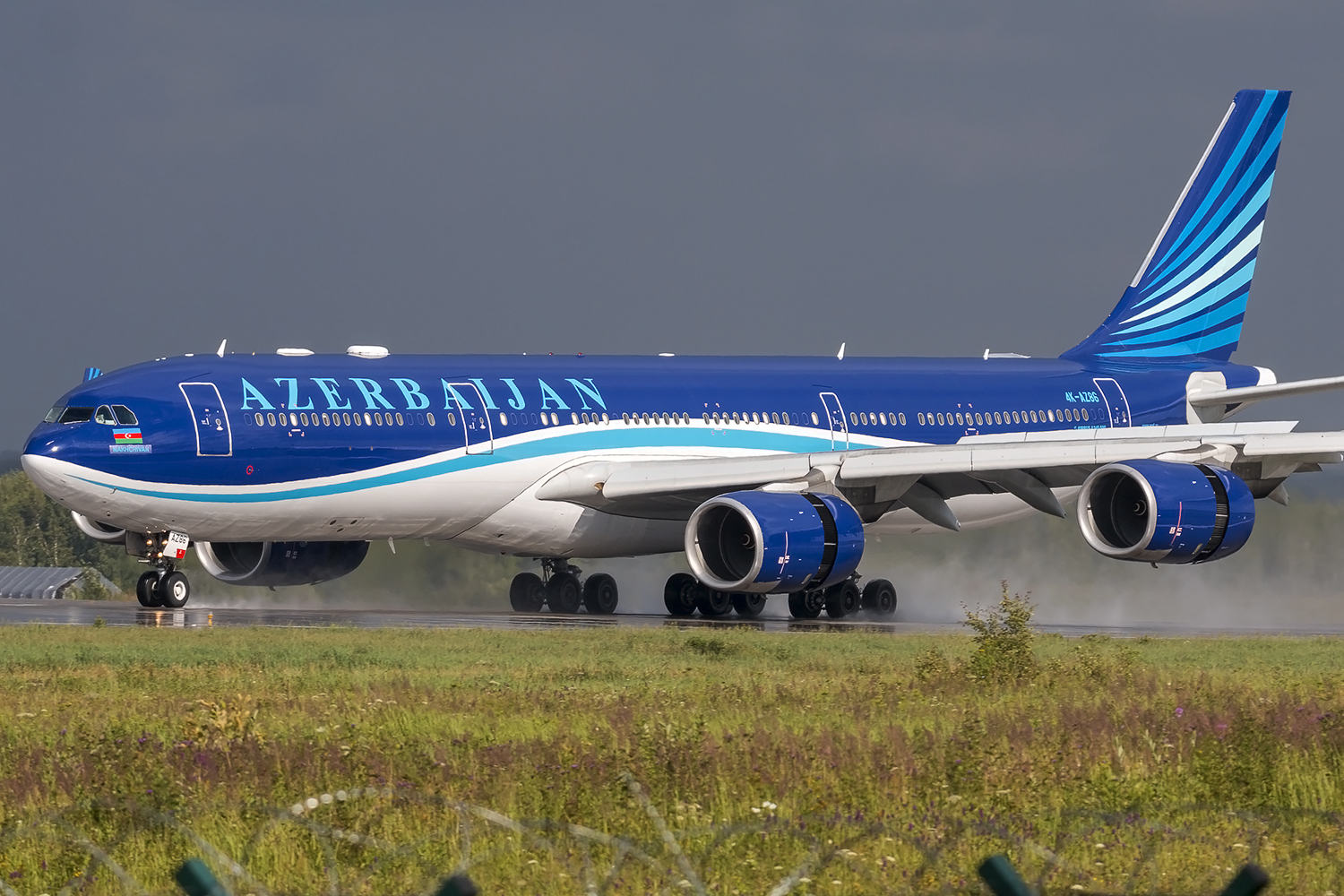
Airbus A340-500 der Azerbaijan Airlines.

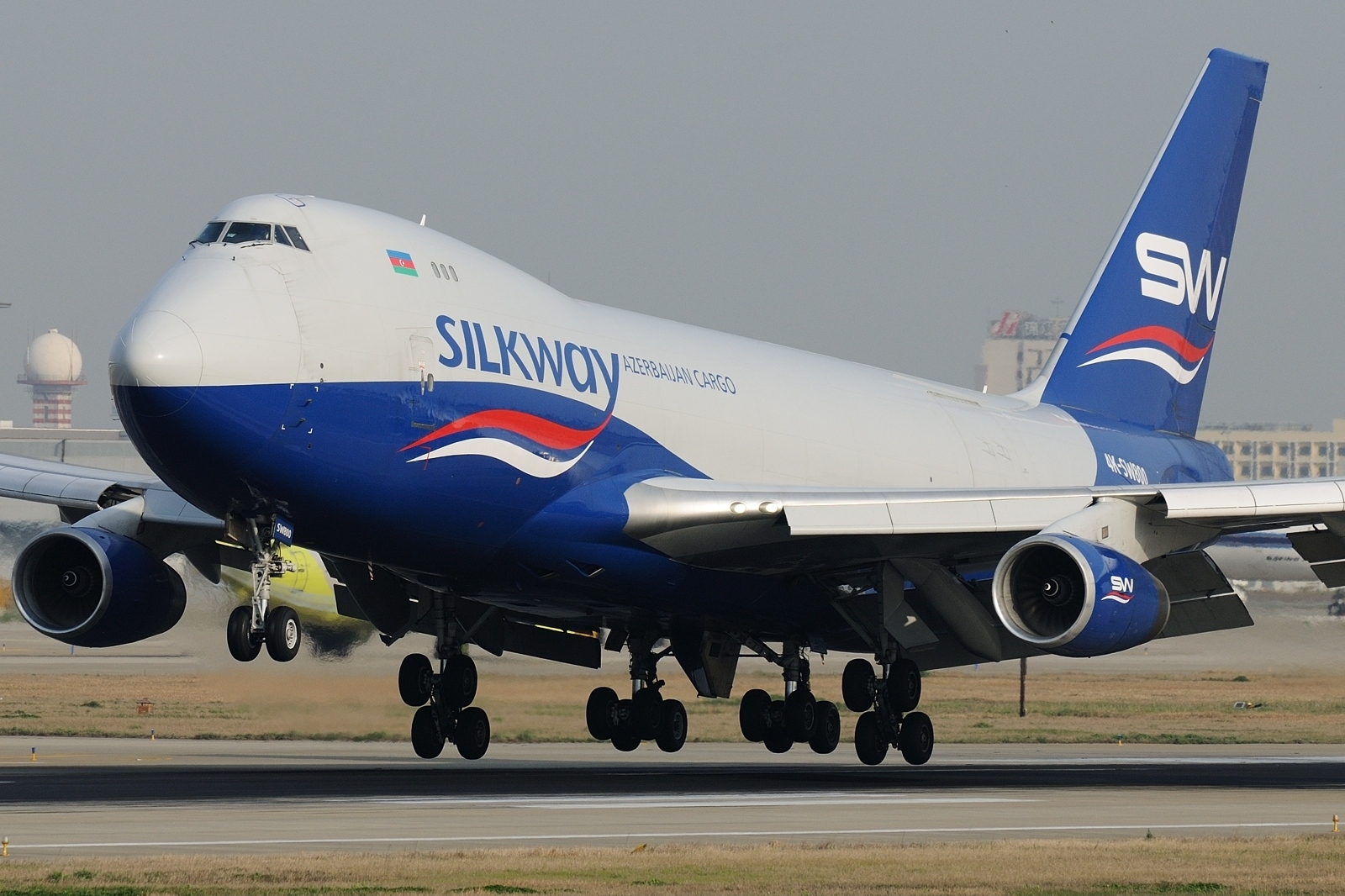
Boeing 747-4R7F der Silk Way Airlines.

- P: „normale“ Passagierfluggesellschaft mit Linienflügen
- B: Billigfluggesellschaft
- T: Transportfluggesellschaft
- R: führt Regierungsflüge durch
- C: Charterflüge
- A: Ambulance-Flüge
- I: ausschließlich Inlandsflüge

| Fluggesellschaft     | IATA | ICAO | Rufzeichen    | Bemerkungen            |
| -------------------- | ---- | ---- | ------------- | ---------------------- |
| Azal Avia Cargo      | —    | AHC  | AZALAVIACARGO | T                      |
| Azerbaijan Airlines  | J2   | AHY  | AZAL          | P, C, R                |
| Imair Airlines       | ITX  | IK   | IMPROTEX      | P, C, nicht mehr aktiv |
| Silk Way Airlines    | ZP   | AZQ  | SILK LINE     | T                      |
| Sky Wind             | —    | AZH  | —             | P, C                   |
| SW Business Aviation | —    | EZW  | W-BUSINESS    | P                      |
| Turan Air            | 3T   | URN  | TURAN         | P, C, nicht mehr aktiv |